# Adolphe Goupil
Adolphe Goupil, född 1806, död 1893, var en fransk konsthandlare och konstförläggare.
Goupil grundade 1827 sin sedermera berömda firma Goupil & Cie, vars främsta betydelse ligger i att ha understött gravyren, då den höll på att trängas undan av billiga reproduktionstekniker som litografi och fotografi. Firman nådde på kort tid stor omfattning, bland annat med filialer i Berlin och New York (1848). I New York etablerade Goupil en konsthandel, som väsentligt befordrade importen till USA av franska och europeiska konstverk. Även i Paris grundade han ett försäljningsgalleri för tavlor och gravyrer av levande mästare.